# 4726 Federer
4726 Federer è un asteroide della fascia principale. Scoperto nel 1976, presenta un'orbita caratterizzata da un semiasse maggiore pari a 2,7341501 UA e da un'eccentricità di 0,0738343, inclinata di 2,04029° rispetto all'eclittica.